# Nuevo Zacoalpa
Nuevo Zacoalpa är en ort i Mexiko.   Den ligger i kommunen Socoltenango och delstaten Chiapas, i den sydöstra delen av landet, 800 km sydost om huvudstaden Mexico City. Nuevo Zacoalpa ligger 648 meter över havet och antalet invånare är 145.
Terrängen runt Nuevo Zacoalpa är kuperad norrut, men söderut är den platt. Runt Nuevo Zacoalpa är det ganska glesbefolkat, med 35 invånare per kvadratkilometer. Närmaste större samhälle är Socoltenango, 5,5 km öster om Nuevo Zacoalpa. Omgivningarna runt Nuevo Zacoalpa är en mosaik av jordbruksmark och naturlig växtlighet.